# Liste des couvents et des carmels en Belgique
Cet article présente la liste des couvents et des carmels en Belgique et présente à chaque fois, pour chaque édifice religieux classé par ordre alphabétique, sa localisation, la date et l'origine de sa fondation, son ordre religieux de rattachement, et la situation actuelle du couvent ou du carmel.
Pour mémoire, un couvent est un établissement religieux où des clercs mènent une vie religieuse en communauté. Le couvent n'a pas de vocation monastique, excepté pour les ordres mendiants féminins, comme chez les Dominicains ou les Franciscains. Il est donc en général plus ouvert sur le monde que le monastère. D'autre part, le carmel est une variété de couvent.
Cette liste est très incomplète.
- Haut – A
- B
- C
- D
- E
- F
- G
- H
- I
- J
- K
- L
- M
- N
- O
- P
- Q
- R
- S
- T
- U
- V
- W
- X
- Y
- Z

## A
- Couvent des Minimes d'Anderlecht (Anderlecht, Bruxelles-Capitale)
Au début du XVIIe siècle, les archiducs Albert et Isabelle autorisent les Minimes à venir s'installer à Bruxelles. En 1616, ils s'installent à Anderlecht, à proximité de la collégiale Saint-Guidon. C'est à cet endroit qu'ils feront bâtir le couvent, à partir de 1624, avec le soutien du duc d'Aumale. Du couvent du centre de Bruxelles, il ne subsiste que l'église Saints-Jean-et-Étienne-aux-Minimes.

## B
- Abbaye Sainte-Claire de Beaulieu (section Petegem-aan-de-Schelde, Wortegem-Petegem, Flandre Orientale)
Ce couvent de religieuses clarisses est fondé au bord de l’Escaut, en 1290, par Isabelle de Namur, femme de Guy de Dampierre. Il est fermé par Joseph II, en 1783, comme couvent inutile. Les quelques bâtiments qui ont survécu relèvent du domaine privé et sont classés au patrimoine national de Belgique.

- Couvent des Dames de Berlaymont (Bruxelles, Bruxelles-Capitale)
Les comtes de Berlaymont sollicitent de l’archiduchesse Isabelle-Claire-Eugénie d'Autriche l’autorisation de fonder un cloître de chanoinesses régulières de saint Augustin à Bruxelles. L’archiduchesse donne son accord et le couvent est donc fondé en 1625 par Marguerite de Lalaing, avec la complicité de son époux Florent de Berlaymont. Démoli deux fois puis reconstruit, il est aujourd'hui remplacé par le centre administratif de l'Union européenne, le Berlaymont.

- Couvent franciscain de Boetendael (Uccle, Bruxelles-Capitale)
Ce couvent est fondé en 1463 par Isabelle de Portugal sur des terrains dépendant du duché de Brabant, proches de la forêt de Soignes. Il est rattaché à l'ordre mendiant des Franciscains et est devenu récollet au XVIe siècle à la suite de la réforme de l’ordre. Le Directoire en 1796 a entraîné la vente du couvent comme bien national.

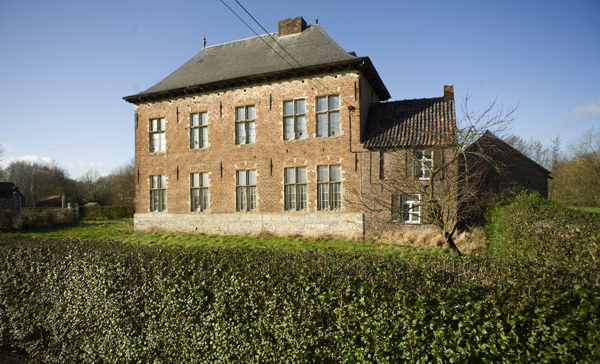
L'abbaye de Beaulieu.
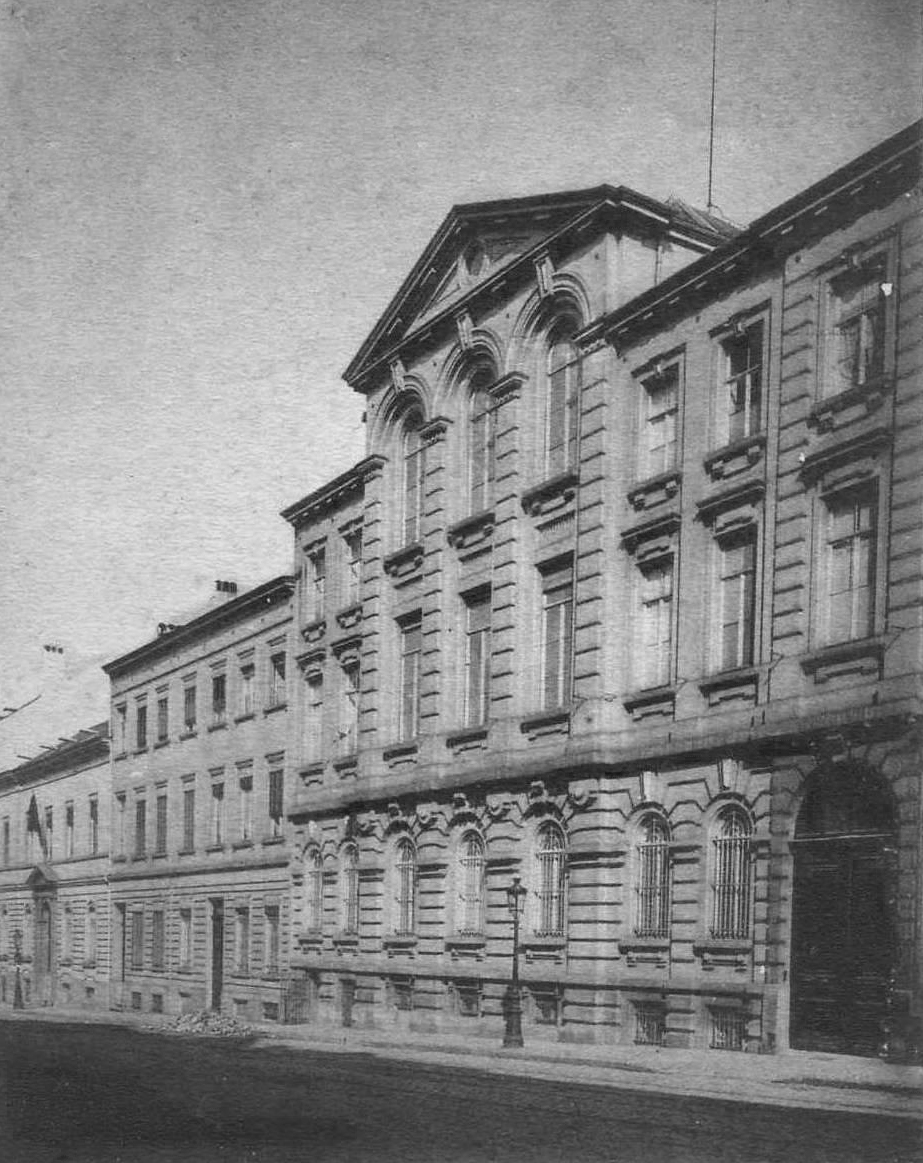
L'ancien couvent des Dames de Berlaymont vers 1900.
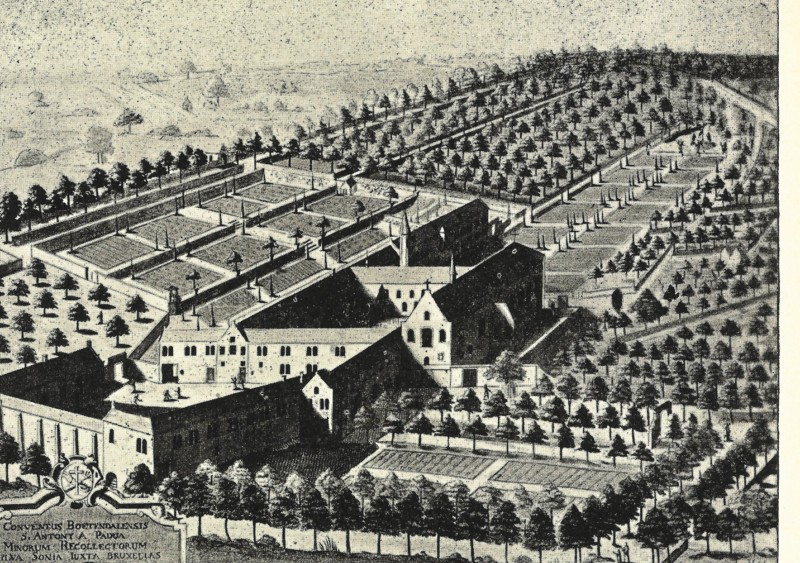
Le couvent franciscain de Boetendael.

## D
- Couvent des Capucins de Dinant (Dinant, Province de Namur)

## G
- Couvent des Carmes déchaux de Gand (Gand, Flandre-Orientale)
Lors du grand mouvement de réforme religieuse introduite dans l'ordre du Carmel par Sainte Thérèse d'Avila, un groupe de pères carmes du Couvent des Carmes de Gand fit sécession en 1640.  Après que cette séparation fut agréée par l’évêché de Gand en 1648, les pères carmes purent faire l’acquisition d’une partie du domaine de la Cour des Princes proche. Ils y bâtirent entre 1664 et 1667 leur couvent, qui est toujours en activité aujourd'hui.

- Couvent des Carmes de Gand (Gand, Flandre-Orientale)
Le couvent fondé en 1282 était une maison religieuse de la branche ancienne de l'Ordre du Carmel. Le couvent est aujourd'hui sécularisé et ses bâtiments sont utilisés à d'autres fonctions que religieuses. L’église, érigée en 1328, sert actuellement de salle d’exposition. L’infirmerie, bâtie en 1661, héberge notamment un théâtre de marionnettes. Le parloir, de 1735, est en cours de restauration. La cour intérieure, construite de 1717 à 1721, restaurée, a permis d'établir des logements sociaux.

- Couvent des dominicains de Gand (Gand, Flandre-Orientale)
Lorsque les dominicains, répondant à l’invitation de Ferrand du Portugal et de Jeanne de Constantinople, comte et comtesse de Flandre, viennent à Gand en 1220, ils s’établissent dans un immeuble à proximité d’un hospice, bâtiment octroyé plus tard aux moines de l'Ordre des Prêcheurs. La construction du couvent commence et ne sera achevé qu’en 1370. L'intégralité du couvent est classé monument historique. L'édifice est aujourd'hui un centre culturel et de congrès de l'Université de Gand.

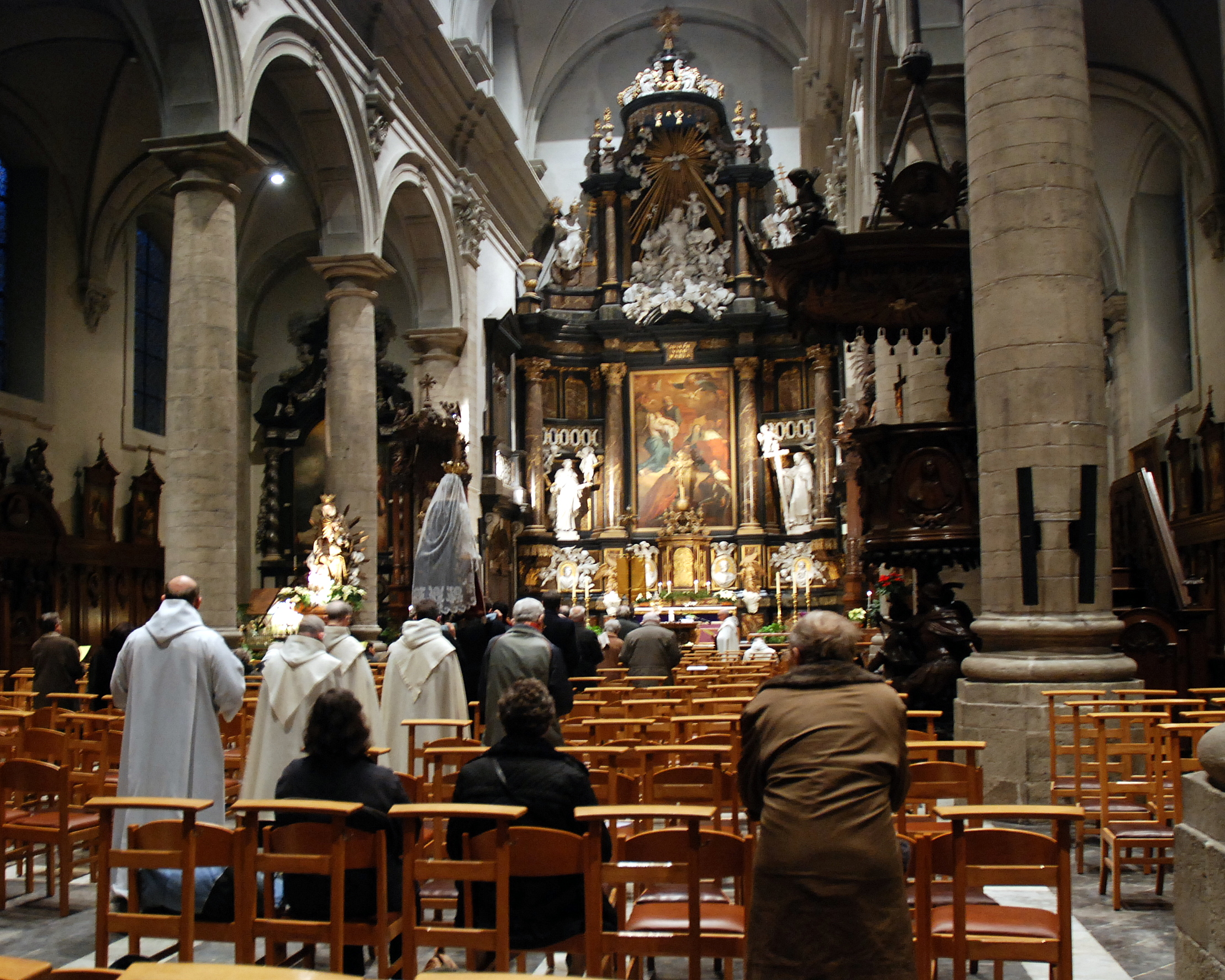
Des pères carmes déchaussés dans leur église de Gand.
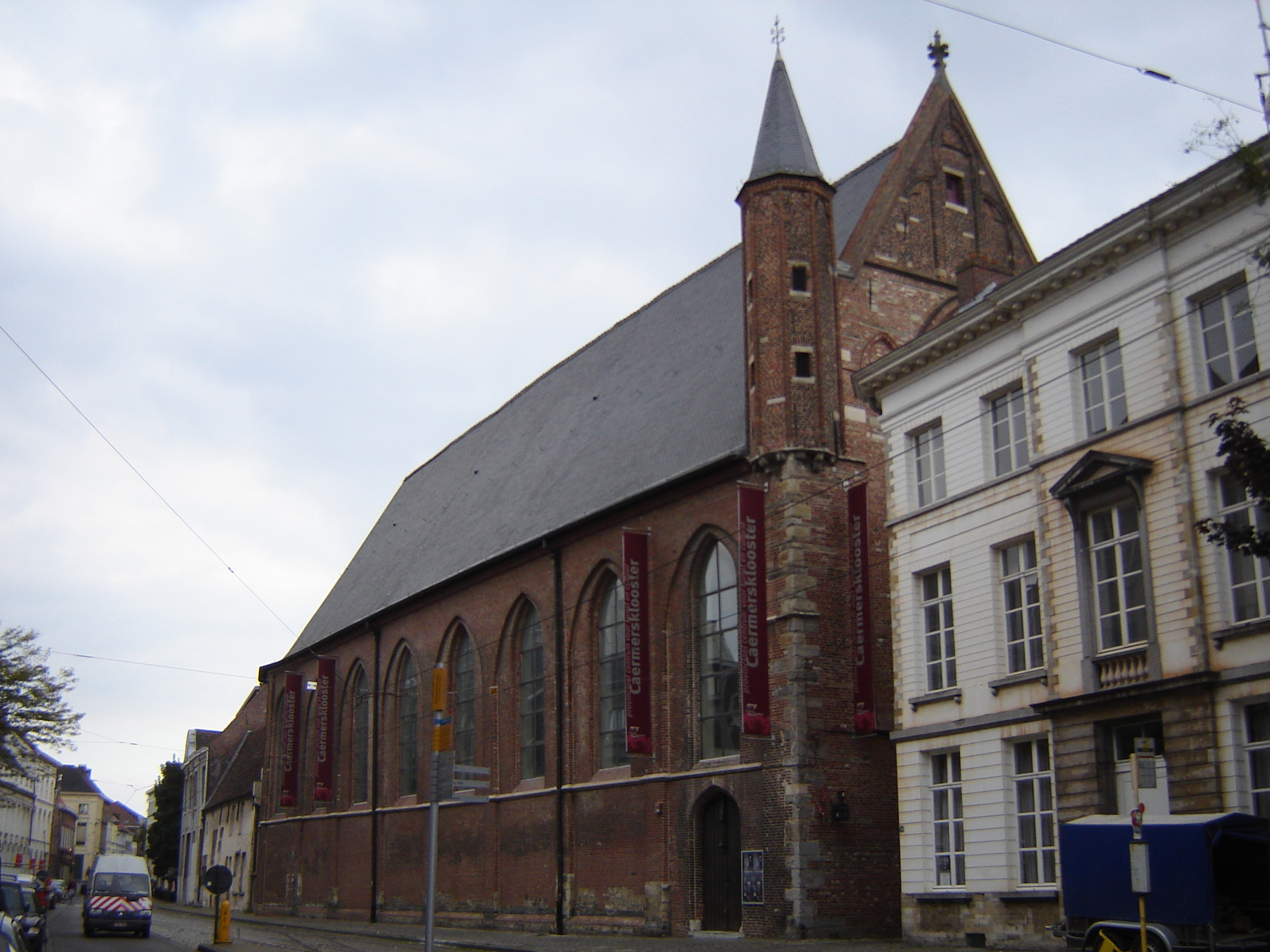
L'église et la façade de l'ancien couvent des Carmes de Gand.
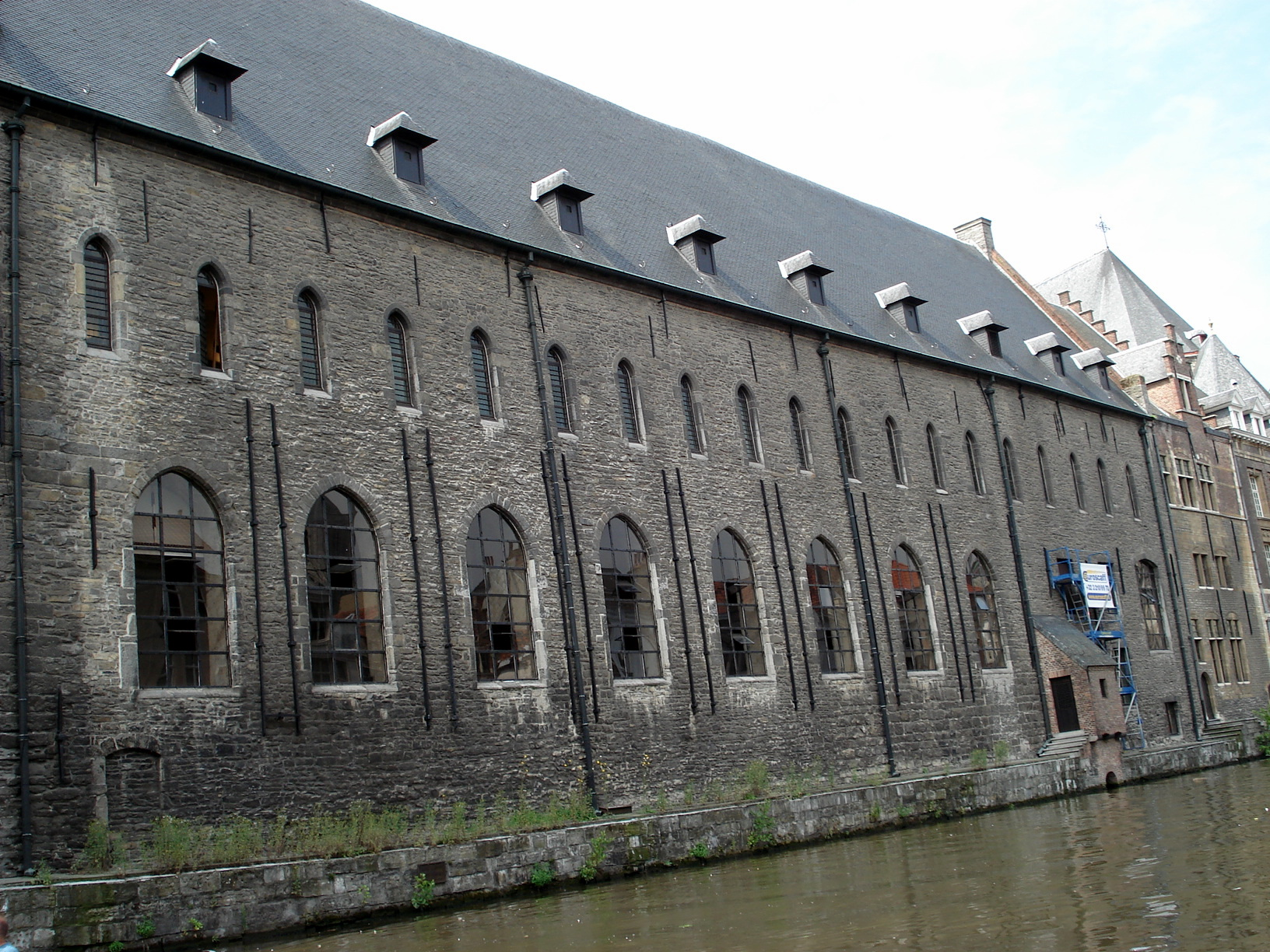
La façade de l'ancien couvent des dominicains de Gand sur la Lys.

## H
- Couvent franciscain de Hal (Hal, Brabant flamand)
Un monastère est érigé par les Frères mineurs récollets au début du XVIIe siècle à l'emplacement de la seigneurie de Dyon. Le monastère comporte une église divisée en deux nefs et un couvent franciscain sur une large parcelle avec cours et jardins. En 1789, à la suite de la Révolution française, les récollets et les Sœurs Grises franciscaines sont chassés de Hal. Au milieu du XIXe siècle, le monastère est racheté par la famille Bottemanne puis cédé au Frères mineurs conventuels, mais progressivement abandonné par eux au XXIe siècle. La municipalité envisage une reconversion moderne en centre culturel pour des expositions et des concerts.
- Couvent des Mineurs de Huy (Huy, Province de Liège)
Le premier édifice construit par les moines est l'église dont la nef principale est élevée à partir de 1244.

## L

### Liège
Remarque : pour ce qui concerne les couvents féminins situés à Liège, comme par exemple le Couvent Sainte-Agathe de Liège (colline Publémont), le Couvent des Capucines de Liège (quartier Hors-Château), et le Couvent des Ursulines de Liège (quartier Hors-Château), il convient de se reporter à la section « couvent féminins à Liège » présente dans l'article Patrimoine religieux de Liège.

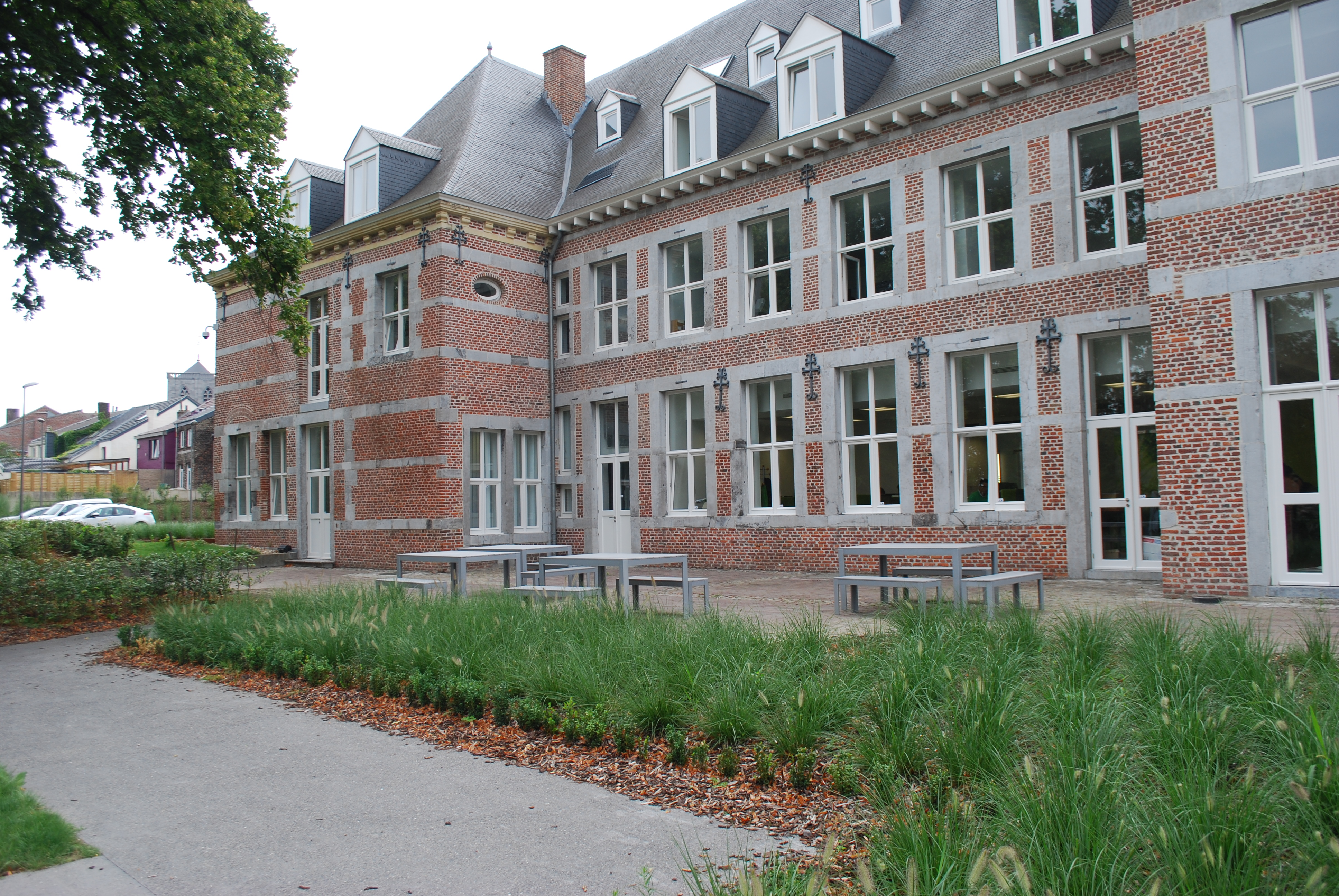
L'ancien couvent Sainte-Agathe de Liège, en 2013.
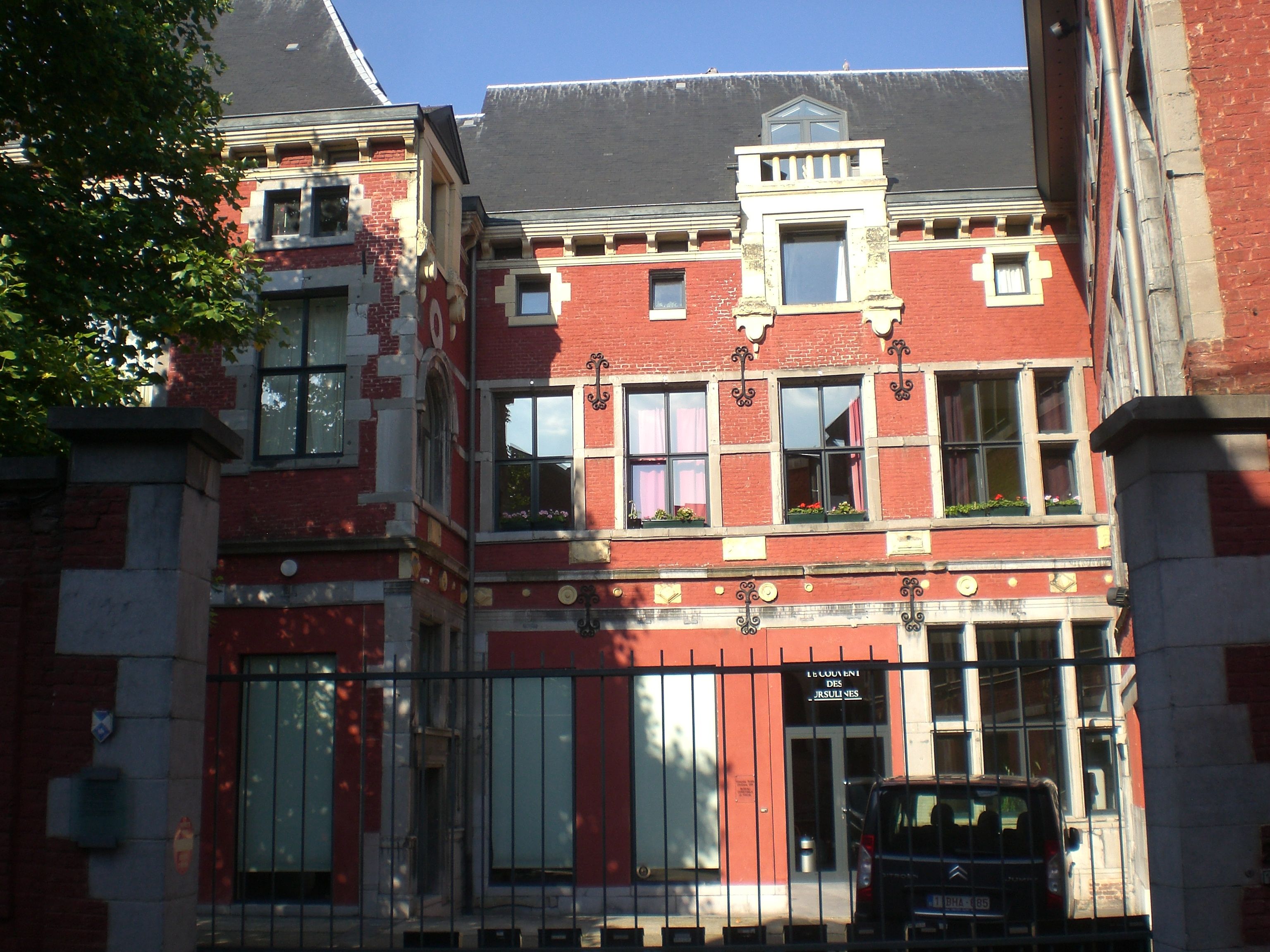
L'ancien couvent des Ursulines de Liège, en 2006.

- Couvent des Augustins de Liège (ou Couvent des Augustins En-Avroy) (Liège, Province de Liège)
Les augustins se sont installés à Liège fort tardivement, soit au XVIe siècle. La construction du couvent est terminée en 1506, mais supprimé après la Révolution française, en 1796. À la fin du XIXe siècle, les Dames de l'Adoration perpétuelle vont la rendre au culte et l'appeler Église du Saint-Sacrement. Le bâtiment est aujourd'hui un bâtiment commercial.

- Couvent des bégards de Liège, puis Couvent du Tiers-Ordre de Saint-François de Liège (Liège, Province de Liège)
Ce couvent est tout d'abord occupé par des bégards, moins connus que leurs homologues féminines, les béguines. Les bégards devinrent frères tertiaires ou frères du Tiers-Ordre lors du concile de Latran. En 1518, ces frères abandonnèrent leur maison. La tour des bégards est une des porte fortifiée de l'enceinte de la Cité de Liège. Elle existe toujours et, rénovée par l'architecte Francotte en 1970, c'est actuellement un restaurant.

- Couvent des Capucins de Hocheporte de Liège (Liège, Province de Liège)
En 1608, Jean Curtius et d'autres riches particuliers ont fait bâtir un couvent et une église pour les Capucins. L'église a été démolie mais les jardins et les bâtiments ont été utilisés pour l'Hospice des insensés. Le couvent est vendu le 1er avril 1797.

- Couvent des Capucins de Sainte-Marguerite (Liège, Province de Liège)
Les Capucins fondent en 1667 un établissement à Sainte-Marguerite. C'est Gilles François de Surlet, archidiacre d'Ardenne, qui leur fait bâtir un couvent à ses frais. À la suite de la Révolution française, en 1797, le couvent, l'église et les dépendances sont vendus.

- Couvent des Carmes déchaussés de Liège (quartier Hors-Château, Liège, Province de Liège)
Ce couvent fut établi en Hors-Château en 1617, aidé par le comte Jacques de Bellejoyeuse. À partir de la révolution liégeoise, il change souvent de main et d'affectation : un Carme le rachète, puis l'église va servir de magasin général pour l'armée, puis l'église et l'hôtel deviennent, en 1838, la propriété des Pères Rédemptoristes, lesquels la rendent au culte. L'église est ensuite vendue à la ville en 1964 et est, en 2015, un des bâtiments de l'école d'hôtellerie de la Ville de Liège.

- Couvent des Carmes En-Île de Liège (Liège, Province de Liège)
Ce couvent des Carmes chaussés est fondé sur l'île de la Cité, vers 1249, sous Henri de Gueldre. Il suivait les règles des Carmes mitigés. D'une superficie de 8 157 m2, il est vendu le 24 août 1798.

- Couvent des Cellites en Volière de Liège, puis la Volière (Liège, Province de Liège)
Les frères Cellites en Volière ou Alexiens de Liège apportent des soins aux victimes des croisades, puis des épidémies et notamment de la peste, procédant aussi aux funérailles. Ils gardent plus tard les malades mentaux légers. La Volière devient un asile public pour malade mentaux au début du XXe siècle, jusqu'en 1958. Rénové, c'est maintenant un ensemble d'habitations privées.

- Couvent des Chartreux du Mont-Cornillon de Liège (Liège, Province de Liège)
À la fin du XIIIe siècle, l'abbaye de Cornillon fut échangée par les religieux qui l'occupaient, et donc cédée aux Chartreux en 1357, lesquels s'y établirent en 1360. Entretemps, le site devint une forteresse mais fut détruit. Les Chartreux édifièrent alors un monastère comprenant un couvent. Après maintes dévastations et reconstructions, l'endroit fut transformé en établissement d'aliénés puis convertis en refuge pour la vieillesse sous la direction des Petites sœurs des pauvres, puis, en 1797, vendu au comte de Couteleux.

- Couvent des Croisiers de Liège (Liège, Province de Liège)
Le couvent des Croisiers de Liège est rattaché à l'ordre des Augustins. Les Croisiers obtinrent, en 1273, sous Henri de Gueldre, l'autorisation de bâtir un couvent. Ce couvent fut démoli en 1847. On a élevé, sur le terrain qu'il occupait, des écoles communales et des habitations particulières. C'est en 2015 le centre culturel de la province et des Chiroux.

- Couvent des Dominicains En-Île de Liège (Liège, Province de Liège)
Ce couvent appartient à l'ordre des Prêcheurs. Il est bâti en Île au XIIIe siècle. Il est supprimé en 1796 lors de la période révolutionnaire. L'Opéra royal de Wallonie est construit sur l'emplacement des anciens jardins du couvent. La brasserie, bâtie au XVIe siècle, survécut jusqu'en 1912, puis fut remplacé par une salle de music-hall, le Kursaal qui deviendra un cinéma jusqu'aux années 1970 avant de devenir une des entrées de la galerie Opéra.

- Couvent des Fratres de Liège, puis Couvent des Hiéronymites (Liège, Province de Liège)
Cette corporation a pour but d'instruire la jeunesse. Ils viennent se fixer à Liège en 1495, sur l'invitation de Jean de Hornes. On leur construit une église et des écoles sur le rivage de l'île aux Hochets. Ils y entrent en 1497, l'église étant consacrée en 1509, dédiée à Saint Jérôme, ce qui a conduit au nom de Hiéronymites. Les bâtiments qu'ils occupent passent en 1581 aux Jésuites wallons.

- Couvent des frères du Sac, puis Couvent des Sachets (Liège, Province de Liège)
Les frères Sachets, ou Saccites, membres de l'Ordre de la Pénitence de Jésus-Christ, s'installent à Liège en 1265. Ils sont appelés par Henri de Gueldre comme les Croisiers et les Carmes. ils disposent d'un très vieux couvent qui disparaît entre 1294 et 1297. L'ordre mendiant est supprimé et une bulle du pape répartit leurs biens dans d'autres ordres.

- Couvent des Guillemins de Liège (Liège, Province de Liège)
En 1280, Griseal de Bierset, chanoine et chantre de la Cathédrale Notre-Dame-et-Saint-Lambert de Liège, fonde un hospice pour huit prêtres infirmes, mais en 1287, Jean de Flandre, évêque de Liège, préfère y installer des religieux Guillemins qu'il fait venir de Bernardfagne en Condroz. Après la Révolution, le 13 octobre 1797, les biens du couvent sont vendus. La station ferroviaire dite des Guillemins est construite sur l'emplacement du couvent et des terrains ayant appartenu à ces religieux.

- Collège en Isle de Liège, puis Collège des Jésuites wallons (Liège, Province de Liège)
Ce collège est un établissement jésuite d'éducation secondaire, situé sur ce qui était l'île de la Meuse dans la Principauté de Liège. Fondé par les jésuites en 1582, il passe en d'autres mains lorsque l'ordre des jésuites est supprimé en 1773. L'université de Liège en a repris les bâtiments, l'Église du Saint-Sacrement ayant été démolie.

- Collège des Jésuites anglais de Liège (Liège, Province de Liège)
Ce collège est fondé en 1616. La philosophie et la théologie y sont enseignées. L'institution perdure jusqu'à la fin de l’Ancien Régime. Après le transfert du collège en Angleterre, l'édifice connait de très diverses affectations et notamment l'hôpital des Anglais pendant le XXe siècle. Actuellement, le bâtiment est occupé par les bureaux de la région wallonne.

- Couvent des mineurs de Liège (quartier Hors-Château, Liège, Province de Liège)
Le couvent des mineurs de Liège, ou Couvent des franciscains en Hors-Château, est fondé au XIIIe siècle par des franciscains. Il a fonctionné jusqu'à la Révolution française. Ensuite, les bâtiments ont été affectés à des commerces et à des habitations, mais ont été sinistrés par l'explosion d'une bombe à la fin de la guerre. C'est maintenant le Musée de la vie wallonne.

- Couvent des Minimes de Liège (Liège, Province de Liège)
C'est un couvent de l'Ordre des Minimes, lesquels s'établissent à Liège en 1617. En 1625, ils construisent leur couvent sur un terrain qui leur est donné par Laurent Butbach. L'église, construite en 1695 aux frais du baron Érasme-Louis Surlet de Chokier a été démolie en 1797. Quant au couvent, il est vendu la même année.

- Couvent des Oblats de Liège (Liège, Province de Liège)
De style néogothique, l'église des Oblats est édifiée d'après les plans de l'architecte liégeois Hubert Froment entre 1895 et 1897 par les missionnaires oblats. L'église est le cadre de nombreuses ordinations sacerdotales. Durant la Deuxième Guerre mondiale, les vitraux colorés de l'église furent détruits à la suite de l'explosion d'une bombe volante. Les autres installations du couvent sont quant à elles détruites à la fin de la guerre, l'église restant le seul vestige de l'ancien couvent. Cette église n'est plus accessible au public depuis 2010.

- Commanderie de l'ordre Teutonique de Saint-André de Liège (Liège, Province de Liège)
La commanderie de l'ordre Teutonique de Saint-André s'installe à Liège en Basse-Pierreuse au début du XIIIe siècle. Vendue par la République française, classé le 17 juin 1971, c'est actuellement une annexe du Ministère de la Justice tandis qu'une autre partie, rénovée, est convertie en habitation.

- Couvent des Récollets de Liège (quartier Outremeuse, Liège, Province de Liège)
Ce couvent, appelé aussi Couvent de Jérusalem, est fondé à la fin du XVe siècle par l'Ordre des récollets frères mineurs, Ordre franciscain. En hébergeant jusqu'à plus de quatre-vingt pères, il va participer à la vie de la Cité de Liège jusqu'à la Révolution française. Entièrement rénové, c'est actuellement l'Auberge de Jeunesse « Simenon ».

- Couvent de Saint-Léonard de Liège (Liège, Province de Liège)
Il abrite des Chanoines réguliers de saint Augustin. En 1112, le monastère Saint-Jacques dispose d'un terrain afin d'y établir un prieuré. En 1489, les chanoines des Bons-Enfants achètent à l'abbé de Saint-Jacques, le prieuré et le couvent de Saint-Léonard où ils s'installent. Pendant la conquête française[Laquelle ?][Quand ?], le couvent de Saint-Léonard est converti en fonderie de canons.

- Couvent de Saint-Mathieu de Liège (Liège, Province de Liège)
C'est un ancien couvent de chanoines réguliers converti en séminaire au XVIe siècle pour l'ordre de la Compagnie de Jésus.[réf. souhaitée]

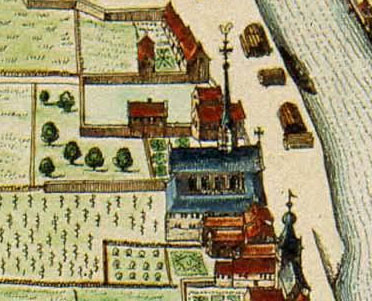
L'ancien couvent des Augustins en 1649, en face de l'abbaye Saint-Jacques.
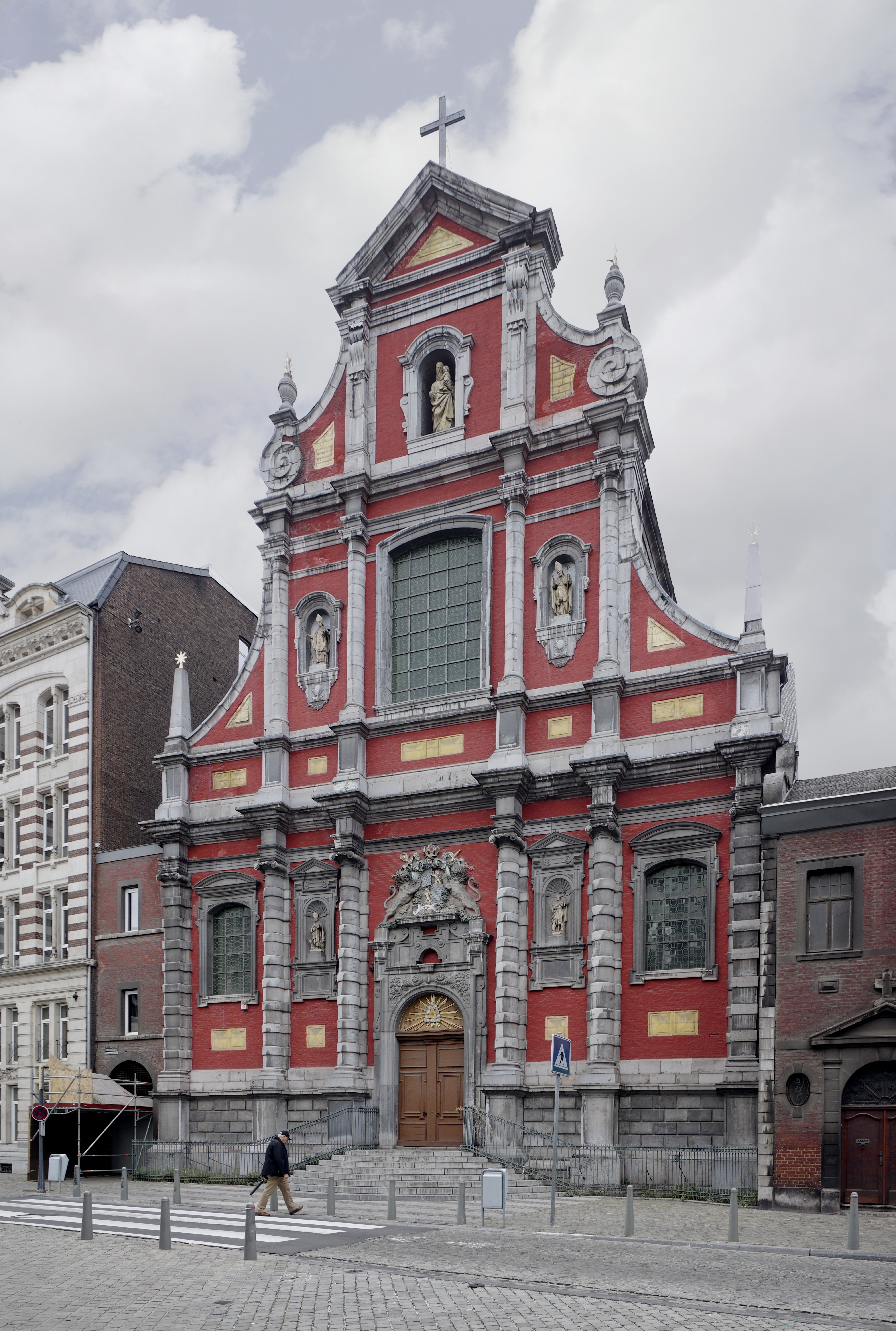
L'église de l'ancien couvent des Carmes déchaussés de Liège.
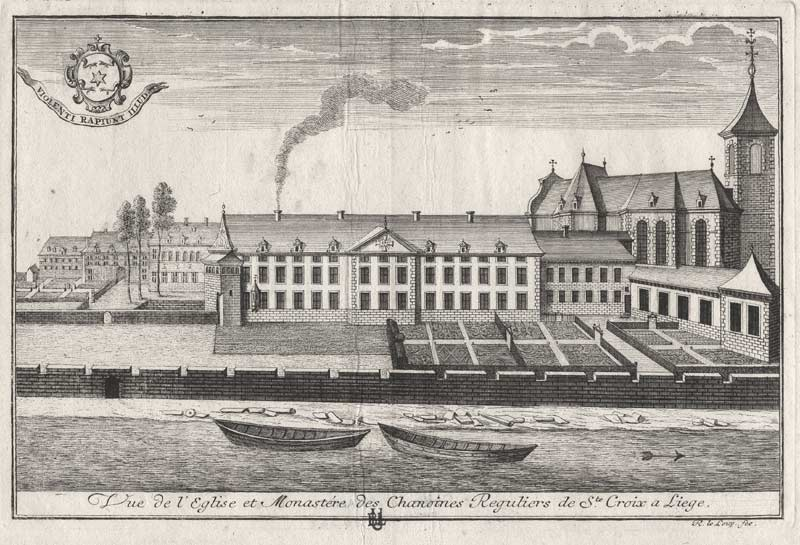
L'ancien couvent des Croisiers de Liège en 1740.
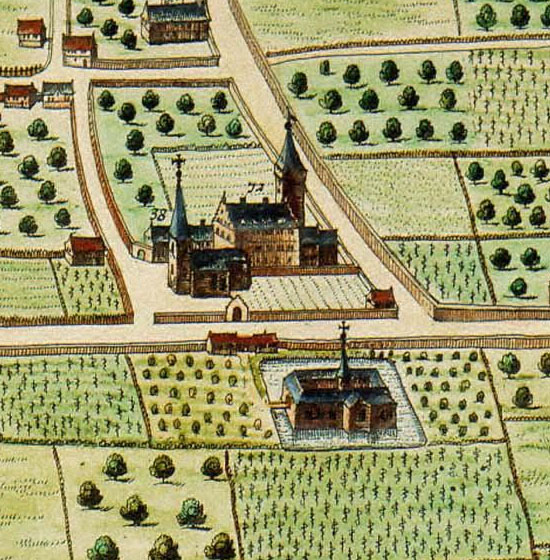
L'ancien couvent des Guillemins de Liège, entouré de son fossé et de ses jardins en 1649.
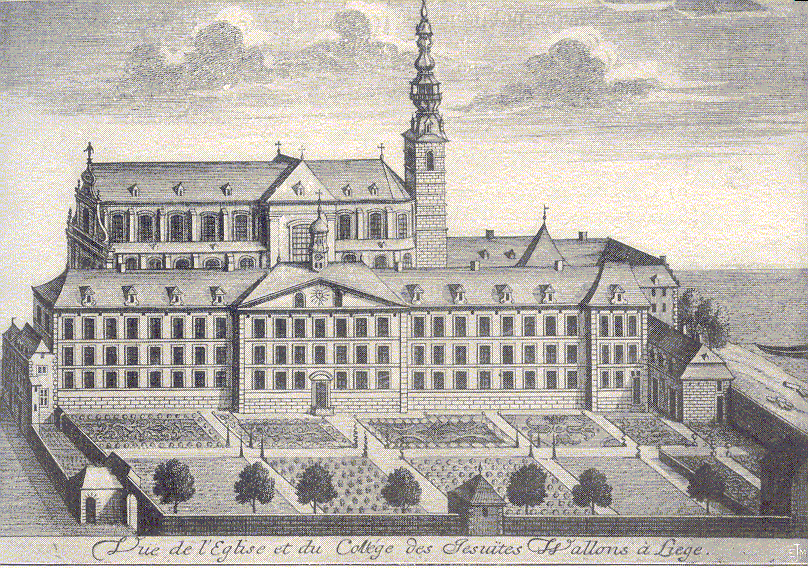
L'ancien collège des jésuites en Isle en 1740.
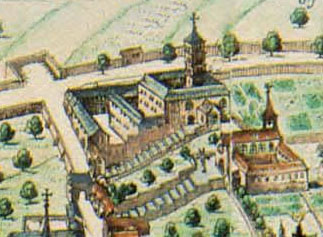
Les anciens collège des Jésuites anglais et le couvent des Capucins en bas vers 1649.
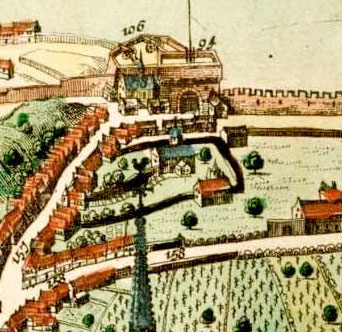
Le couvent des Minimes vers 1649.
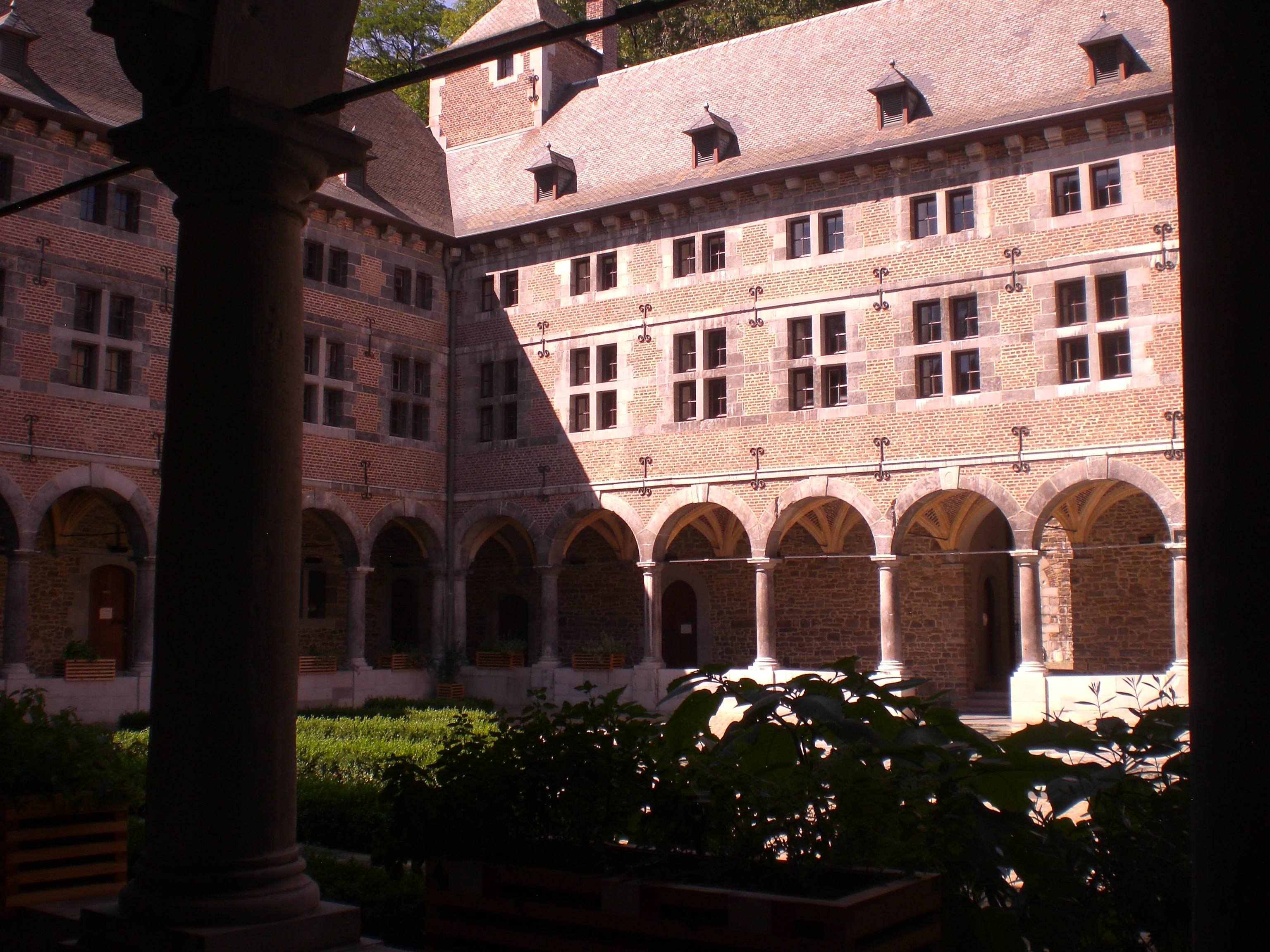
Le cloître de l'ancien couvent des mineurs de Liège en 2006.
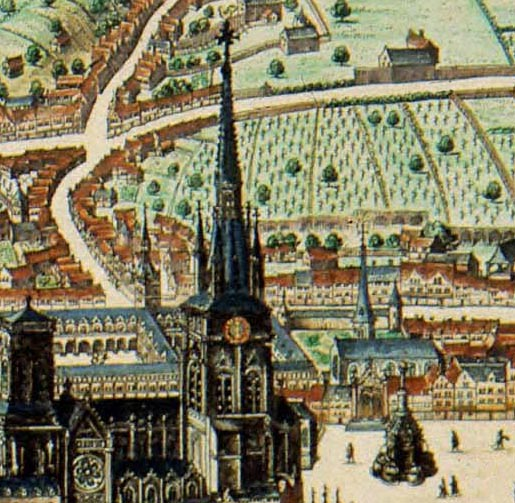
L'ancienne commanderie de Saint-André d'après une carte de Johannes Blaeu (1596-1673).
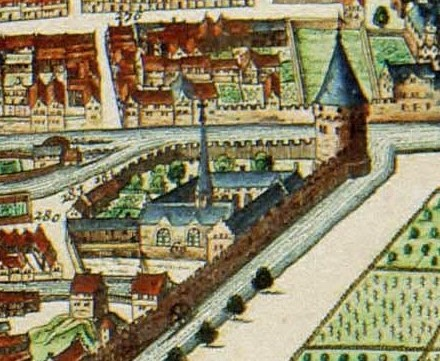
L'ancien couvent des Récollets au XVIe siècle d'après Johannes Blaeu.

### Louvain
- Couvent et chapelle des Sœurs Noires de Louvain

## M
- Couvent des Cellites de Malines (Malines, Province d'Anvers)
Ce couvent a été construit par les frères Cellites en 1710. Vendu à la Révolution française à un particulier, il est depuis 1994 dirigé par Emmaüs et protégé en tant que monument depuis 1985.

- Couvent des Carmélites de Malines (Malines, Province d'Anvers)
Le couvent des Carmélites de Malines est fondé en 1616 par la Mère Éléonore de Saint-Bernard (1577-1639). Il n'existe plus, ayant été acquis, après sa suppression et avant son acquisition en 1788 par Emmanuel de Perceval.

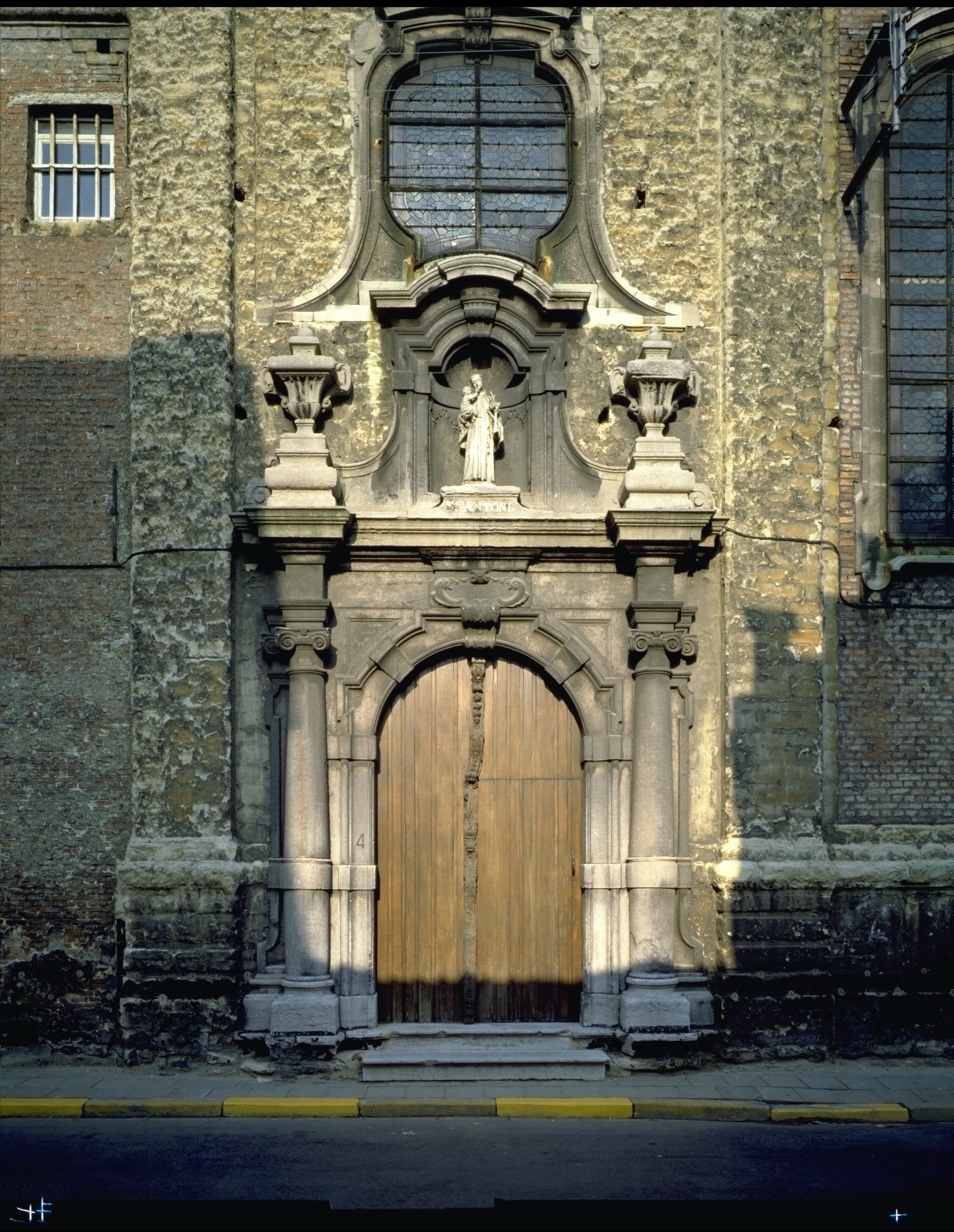
La porte d'entrée datée de 1723 de l'ancien couvent des Cellites de Malines, photographié en 2020.

## R
- Couvent Notre Dame de la Rose de Jéricho (Bruxelles, Bruxelles-Capitale)
Ce couvent des Dames Blanches fondé au XIIe siècle occupait cinq hectares dans la ville de Bruxelles. Passé aux mains des sœurs Augustines en 1456, il fut supprimé et morcelé en 1783.

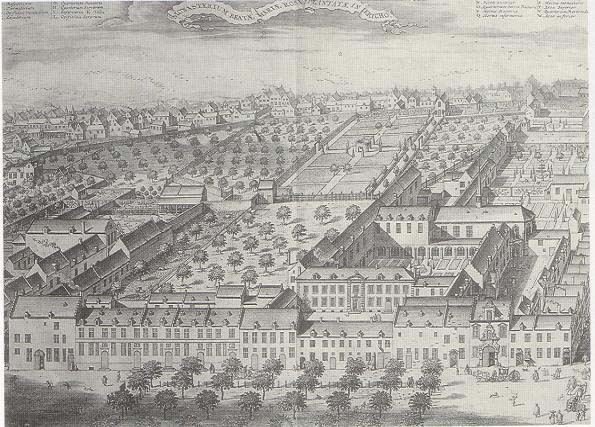
Le couvent Notre Dame de la Rose de Jéricho (gravure du XVIIe siècle de Jan Storm).

## T
- Couvent des Capucins de Termonde (Termonde, Flandre-Orientale)
- Couvent des Capucins de Tervuren (Tervueren, Brabant flamand)

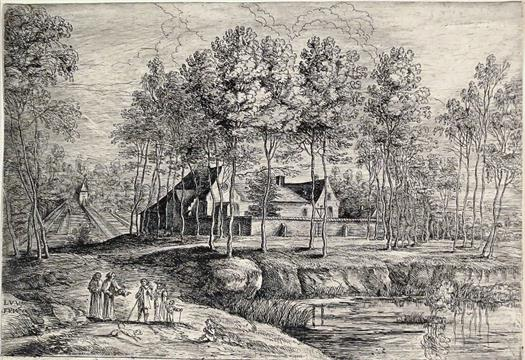
Le Couvent des Capucins de Tervuren par Lucas van Uden (1595-1672).

## V
- Prieuré de Val Duchesse (Auderghem, Bruxelles-Capitale)
En 1262, la duchesse Adélaïde de Bourgogne, fonde la communauté dominicaine de Val Duchesse, sur une colline en pente douce au bord d’un grand lac, dans la vallée de la Woluwe. Le couvent est fermé par le pouvoir révolutionnaire en 1796, et ce qui reste du site est aujourd'hui souvent utilisé pour d'importantes réunions et colloques nationaux ou internationaux.

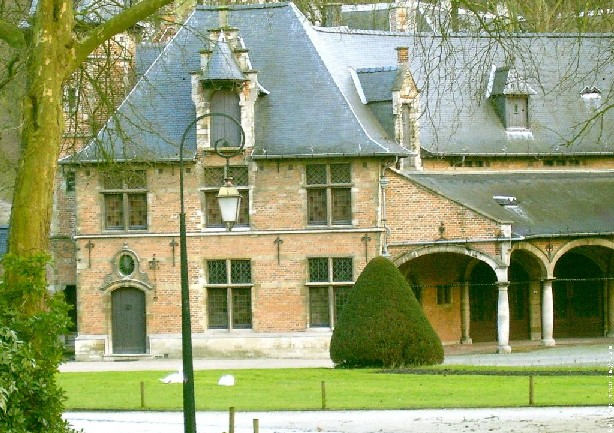
Le couvent dominicain de Val Duchesse.

### Crédit d'auteurs
- Cet article est partiellement ou en totalité issu de l'article intitulé « Patrimoine religieux de Liège » (voir la liste des auteurs).